# Olympische Jugend-Sommerspiele 2010/Teilnehmer (Südafrika)
| Gelbes Symbol für Goldmedaillen mit stilisierten Olympischen Ringen | Graues Symbol für Silbermedaillen mit stilisierten Olympischen Ringen | Braundes Symbol für Bronzemedaillen mit stilisierten Olympischen Ringen |
| ------------------------------------------------------------------- | --------------------------------------------------------------------- | ----------------------------------------------------------------------- |
| 2                                                                   | 4                                                                     | 3                                                                       |

Die Jugend-Olympiamannschaft aus Südafrika für die I. Olympischen Jugend-Sommerspiele vom 14. bis 26. August 2010 in Singapur bestand aus 62 Athleten.

## Athleten nach Sportarten

### Basketball
Jungen
- Nkosinathi Festile
- Duke Lazarus
- Siyabonga Mahlinza
- Justin Paton
3×3: 19. Platz

### Fechten
Mädchen
- Wanda Matshaya
Degen Einzel: 11. Platz
Mixed: 9. Platz (im Team Afrika 1)

### Gewichtheben
Jungen
- Phello Ramela
Bantamgewicht: 10. Platz

### Hockey
Mädchen
- 6. Platz
- Stephanie Baxter
- Sarah Ive
- Toni-Leigh van Niekerk
- Keisha Arnolds
- Kirsty Gibbings
- Tiffany Jones
- Bronwyn Kretzmann
- Quanita Bobbs
- Phumelela Mbande
- Zimisele Shange
- Elan-Margo van Vught
- Jenna-Leigh du Preez
- Jacinta Jubb
- Hlubikazi Sipamla
- Charne van Biljon
- Sinethemba Zungu

### Kanu
| Mädchen - Kerry Segal Kajak-Einer Sprint: 7. Platz Kajak-Einer Slalom: 19. Platz | Jungen - Luke Stowman Kajak-Einer Sprint: 14. Platz Kajak-Einer Slalom: 16. Platz |

### Leichtathletik
| Mädchen - Izelle Neuhoff 400 m: 8. Platz Staffellauf: Silber (im Team Afrika 2) - Thato Makhafola 1000 m: 8. Platz - Kayla Gilbert 100 m Hürden: 10. Platz - Maryke Brits Weitsprung: 8. Platz - Valentina Da Rocha Dreisprung: DNS - Simone Meyer Diskuswurf: 4. Platz | Jungen - Siphelo Ngquboza 200 m: DNF - Ruan Greyling 400 m: Silber Staffellauf: 4. Platz (im Team Afrika 4) - Schalk Burger 400 m Hürden: 7. Platz - Migael Celliers Stabhochsprung: 9. Platz - Rudolph Pienaar Weitsprung: Bronze - Frans Schutte Kugelstoßen: kein gültiger Wurf im Finale - Jacques du Plessis Diskuswurf: Gold - Stiaan Minnie Hammerwurf: 14. Platz - Dylan Jacobs Speerwurf: 4. Platz |

### Radsport
- Teagan O’Keeffe
- Jayde Julius
- Lunga Mkhize
- Luke Roberts
Mixed: 14. Platz

### Reiten
- Samantha McIntosh
Springen Einzel: 4. Platz
Springen Mannschaft: Bronze  (im Team Afrika)

### Ringen
Jungen
- Leonard Gregory
Griechisch-römisch bis 58 kg: 7. Platz
- Andries Schutte
Freistil bis 100 kg: 7. Platz

### Rudern
Mädchen
- Juliet Donaldson
- Akane Makamu
Zweier: 12. Platz

### Schwimmen
| Mädchen - 4 × 100 m Freistil: 9. Platz 4 × 100 m Lagen: 6. Platz - Oneida Cooper 100 m Rücken: 21. Platz 200 m Lagen: 19. Platz 4 × 100 m Lagen Mixed: 9. Platz - Natasha de Vos 400 m Freistil: 21. Platz 200 m Rücken: 16. Platz 4 × 100 m Freistil Mixed: 13. Platz - Kyla Ferreira 100 m Freistil: 27. Platz 200 m Freistil: 34. Platz 4 × 100 m Freistil Mixed: 13. Platz 4 × 100 m Lagen Mixed: 9. Platz - Taryn MacKenzie 50 m Brust: 12. Platz 100 m Brust: 16. Platz 200 m Brust: 13. Platz | Jungen - 4 × 100 m Freistil: Bronze 4 × 100 m Lagen: 6. Platz - Dylan Bosch 200 m Lagen: Bronze 4 × 100 m Lagen Mixed: 9. Platz - Pierre Keune 100 m Freistil: 32. Platz 4 × 100 m Freistil Mixed: 13. Platz - Chad le Clos 200 m Freistil: 9. Platz 400 m Freistil: Silber 100 m Schmetterling: Silber 200 m Schmetterling: Silber 200 m Lagen: Gold 4 × 100 m Lagen Mixed: 9. Platz - Murray McDougall 100 m Rücken: 5. Platz 50 m Schmetterling: 7. Platz 4 × 100 m Freistil Mixed: 13. Platz |

### Triathlon
Jungen
- Wian Sullwald
Einzel: 8. Platz
Mixed: 9. Platz (im Team Welt 1)

### Turnen

#### Gymnastik
| Mädchen - Claudia Cummins Einzelmehrkampf: 27. Platz | Jungen - Ryan Patterson Einzelmehrkampf: 33. Platz |

#### Rhythmische Sportgymnastik
Mädchen
- Aimee van Rooyen
Einzel: 14. Platz

#### Trampolinturnen
| Mädchen - Iolanthea Louw Einzel: 11. Platz | Jungen - Reinhard Huisamen Einzel: 12. Platz |